# محمدرضا تنکابنی
محمدرضا تنکابنی فقیه و مجتهد اصولی شیعی در سال ۱۲۴۳ ه‍.ش (۱۲۸۲ ه‍.ق) در تنکابن به دنیا آمد.

## تحصیل
وی شش سال در محضر فقهی حبیب‌الله رشتی (م ۱۳۱۲ ق.) زانو زد، خارج فقه را نزد محمدکاظم یزدی (م ۱۳۳۷ ق.) آموخت، دو دوره کامل درس خارج اصول فقه ملا محمدکاظم خراسانی معروف به آخوند خراسانی (م ۱۳۲۹ ق.) را درک کرد و از وی اجازهٔ اجتهاد گرفت. تنکابنی از برجسته‌ترین شاگردان آخوند می‌باشد.
در اخلاق و سلوک نیز از مجالس عرفانی  ملا حسینقلی همدانی (م ۱۳۱۱ ق.) بهره برد؛ از دیگر اساتیدش حسین حاج میرزا خلیل و حاج آقا رضا همدانی بودند.
از او تقریراتی از درس‌های اساتیدش برجای مانده که در اختیار  علی فلسفی بوده‌است.

## فرزندان
- ابوالقاسم فلسفی
- محمدتقی فلسفی
- علی فلسفی
- فرید فلسفی
- احمد فلسفی

## درگذشت
تنکابنی روز عید غدیر ۱۳۸۵ قمری (۲۱ فروردین ۱۳۴۵) در تهران درگذشت. او وصیت کرده بود که پیکرش در نجف به خاک سپرده شود. به رغم محدودیت‌های دولتی، نخست در تهران مراسم تشییع جنازه‌اش برگزار شد و سید احمد خوانساری (م ۱۴۰۵ ق.) بر او نماز خواند. آن گاه، پیکر وی توسط علی فلسفی به کربلا انتقال یافت. در عراق، جنازه را یک شب در حرم حسین بن علی گذاشتند، سپس آن را به آستان منور علوی در نجف بردند و طی مراسمی با حضور بزرگان مراجع، تشییع کردند و سرانجام، نزد بارگاه هود و صالح در وادی السلام به خاک سپردند.